# Mephisto 97.6

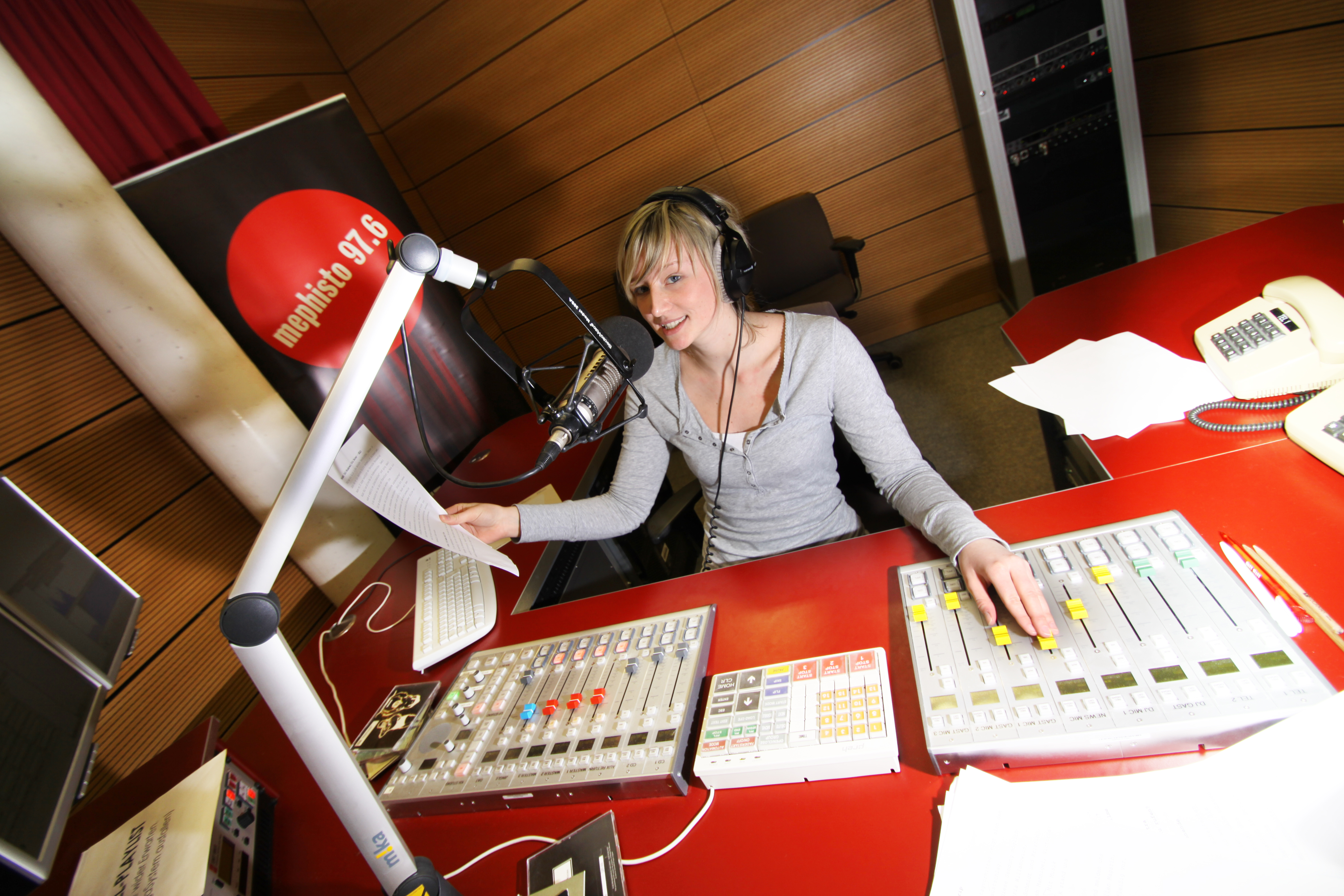
Moderatorin Sarah Frühauf im Sendestudio

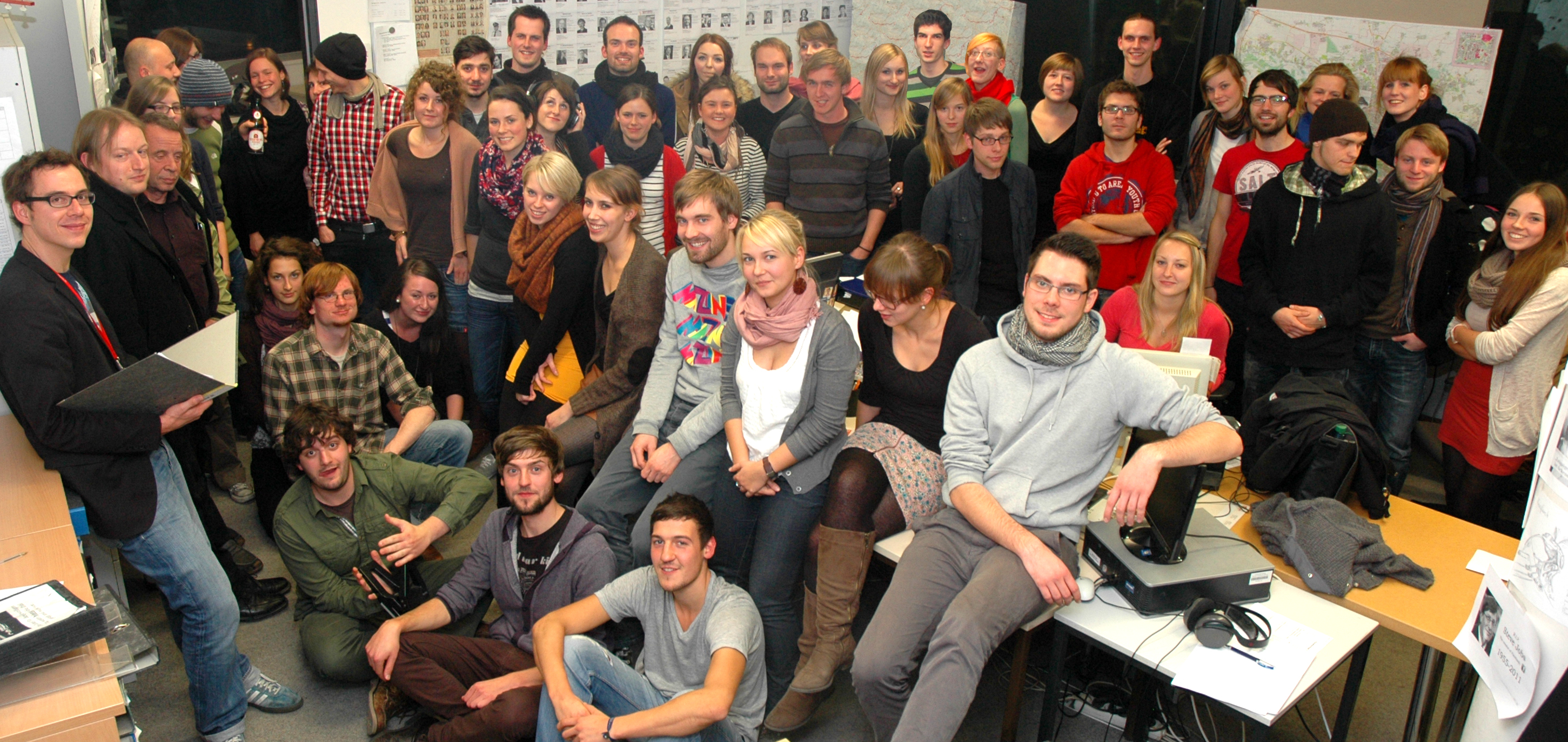
Die gesamte Redaktion von mephisto 97.6

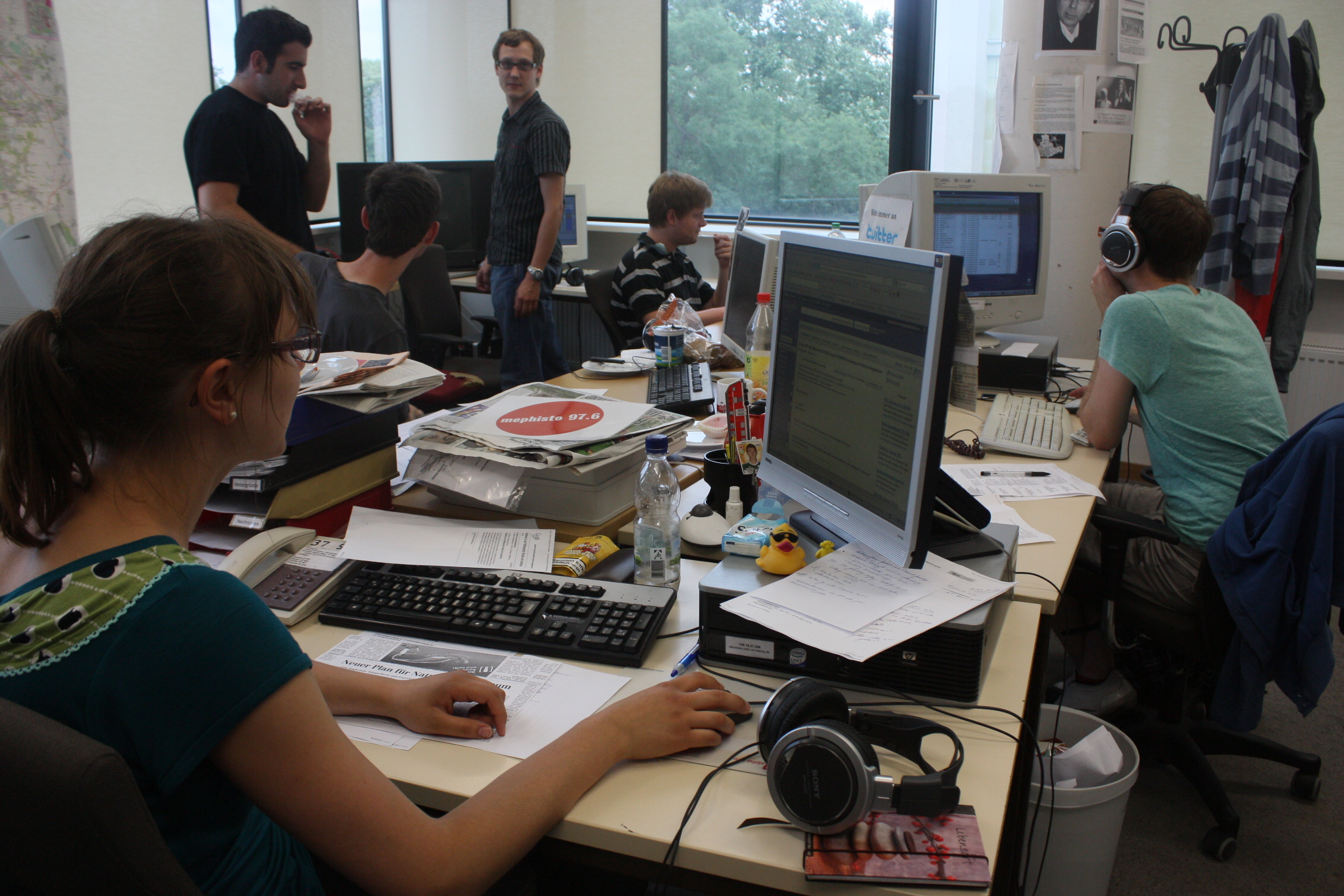
Redakteure bei der Arbeit – der Newsroom

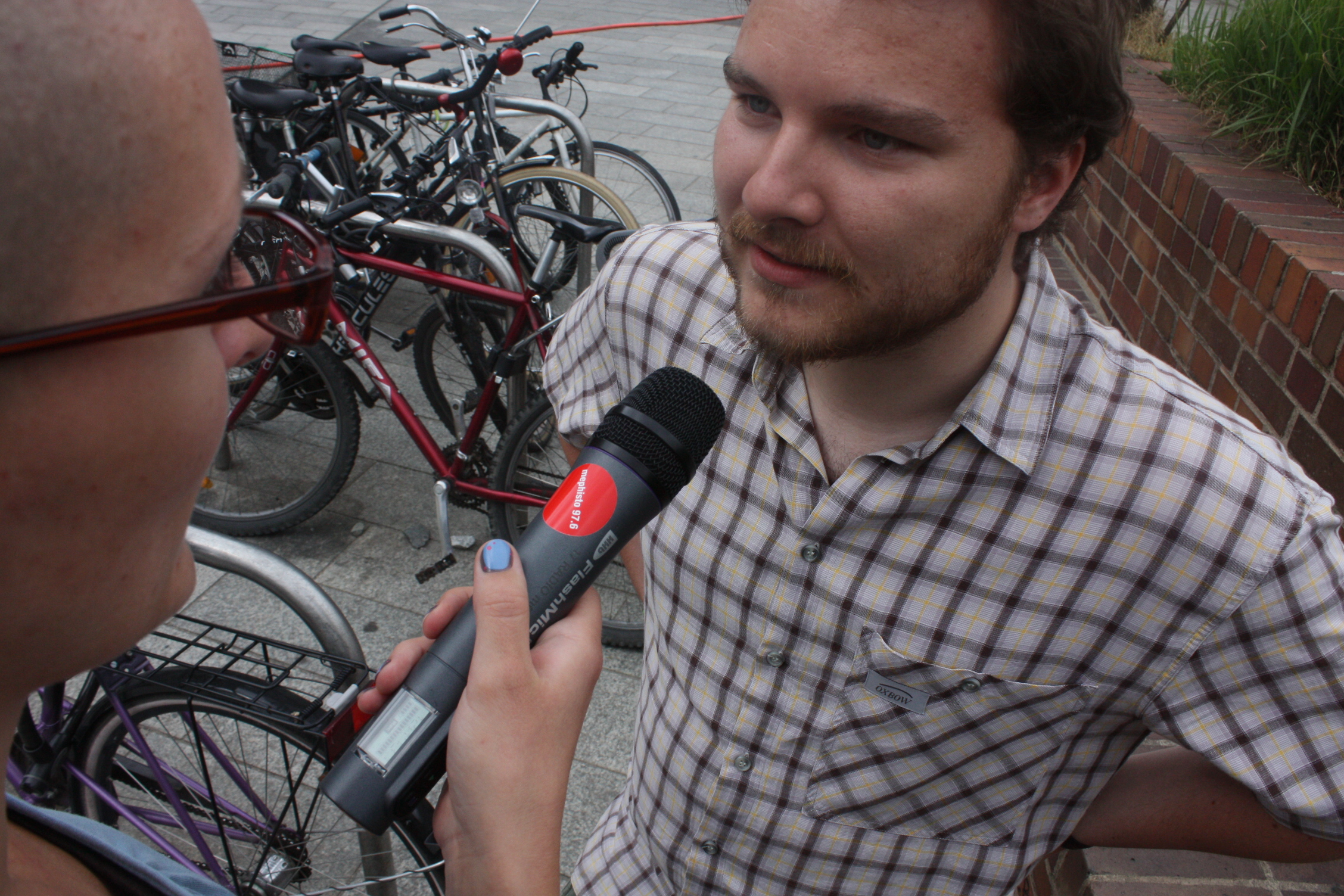
Redakteurin Sophia Geß bei einer Straßenumfrage

mephisto 97.6 ist das Lokal- und Ausbildungsradio der Universität Leipzig und das erste lizenzierte Hochschulradio Deutschlands. Seit dem Sendestart 1995 tritt es als Ausbildungssender der Universität Leipzig sowie als nichtkommerzielles unabhängiges Lokalmedium für den Großraum Leipzig auf.
mephisto 97.6 sendet Montag bis Freitag jeweils von 18 bis 20 Uhr auf der UKW-Frequenz 97,6 MHz und kann von über einer Million Menschen im Sendegebiet empfangen werden. Das Lokalradio hat seinen Sitz auf dem Campus der Universität Leipzig am Augustusplatz.
Seit 31. Januar 2018 wird der Sender über DAB+ übertragen. Außerdem überträgt mephisto 97.6 sein 24/7-Programm im Livestream.

## Idee
Ziel von mephisto 97.6 ist die Verbindung von Ausbildung und Praxis unter realen Arbeitsbedingungen auf Ehrenamtsbasis. Das Programm richtet sich nicht ausschließlich an Studierende. Die Bezeichnung "Uniradio" ist deshalb nicht zutreffend, da es zwar die Räumlichkeiten der Uni Leipzig nutzt, jedoch journalistisch und redaktionell unabhängig von der Universität Leipzig arbeitet. mephisto 97.6 besteht berichtet in allen Sendungen jedoch vorwiegend über das Geschehen im Großraum Leipzig, vor allem in den tagesaktuellen Magazinen. Der durchschnittliche Wortanteil aller Sendungen liegt bei 40 Prozent.
Die Programmgestaltung geschieht ausschließlich durch Studierende.

## Geschichte
Die Idee eines Uniradios verfolgten Studenten und Leitung des Instituts für Kommunikations- und Medienwissenschaft der Universität Leipzig seit 1992. An den Tagen der offenen Tür im Mai 1993 und 1994 wurden erste Sendungen auf dem Campus ausgestrahlt, produziert mit der noch aus DDR-Zeiten vorhandenen Technik.
Als die Sächsische Landesmedienanstalt die Frequenz 97,6 MHz für Leipzig ausschrieb, wurde in Seminaren ein Konzept für ein Uniradio ausgearbeitet. Nach einer Anhörung beim Medienrat im September 1994 erhielt mephisto 97.6 den Zuschlag und damit die Möglichkeit, bis zu sechs Stunden Programm pro Werktag auszustrahlen. Bis jetzt werden davon vier Stunden täglich genutzt.
Mit der eigenen Sendelizenz als nichtkommerzielles Leipziger Lokalradio sind auch einige Auflagen verbunden: Vorgeschrieben für das Programm ist ein Wortanteil von mindestens 40 Prozent. Außerdem darf keine Werbung ausstrahlt werden, lediglich bestimmte Programmelemente, wie beispielsweise feste Rubriken, dürfen präsentiert werden.
Erstmals ging mephisto 97.6 am 31. Mai 1995 um 18:00 Uhr auf Sendung und teilt sich in Leipzig die Frequenz 97,6 MHz mit dem Sender R.SA (damals Radioropa Infowelle Sachsen, ab 1999 oldie.fm).
Für den Aufbau des Radiosenders engagierte sich der Journalismuslehrer Walther von La Roche, der zu dieser Zeit eine Honorarprofessur an der Universität Leipzig übernommen hatte. Zu den Gründungsmitgliedern gehörten Bernd Schorb, Rüdiger Steinmetz, der 2010 in den Medienrat der Sächsische Landesmedienanstalt (SLM) gewählt wurde und damit sein Amt bei mephisto 97.6 nieder legte, der 2011 verstorbene Hartmut Warkus sowie bis 1998 der damalige Leipziger Journalistik-Dozent Martin Löffelholz.
Die erste Chefredaktion bildeten Christian Brockert und Sven Jánszky.
Im Zuge des Neubaus der Universität Leipzig bezog der Sender im November 2009, nachdem er ab 2006 aus einem Interimstudio gesendet hatte, neue Studioräume. Er verfügt nun über vier Sende- und Produktionsstudios, sieben Redaktionsbüros, einen Konferenz- sowie einen Seminarraum. Als Ehemaligenorganisation und finanzieller Unterstützer fungiert der Verein Freundeskreis mephisto 97.6 e. V., dem ca. 150 ehemalige Mitarbeiter des Senders angehören.
Seit 31. Januar 2018 sendet mephisto 97.6 zusätzlich zu den vier Stunden werktags auf UKW in einem 24-Stunden-Betrieb auf DAB+ und im Livestream.
Durch die COVID-19-Pandemie konnte mephisto 97.6 aufgrund geschlossener Senderäume zwischenzeitlich nicht live senden. In der Zeit etablierten sich verschiedene Podcastformate, die nach der Wiederaufnahme des Sendebetriebs erhalten blieben und weiterentwickelt wurden.

## Programm
mephisto 97.6 sendet werktags live von 10 bis 12 Uhr und von 18 bis 19 Uhr. Um 17 und 18 Uhr werden unter der Woche zudem Nachrichten gesendet. Im restlichen Programm laufen Podcasts, Beiträge und Musik. Zudem gibt es Vormittags regelmäßig Sondersendungen zu bestimmten Themen, sowie längere Live-Übertragungen zum Beispiel von der Leipziger Buchmesse oder dem Leipziger Hörspielsommer. Außerdem begleitet mephisto 97.6 das DOK Leipzig mit zwei Sondersendungen.

### Live-Sendungen
| Sendezeit                          | Sendung                                    | Inhalt                                                                                           |
| ---------------------------------- | ------------------------------------------ | ------------------------------------------------------------------------------------------------ |
| Montag 18 bis 19 Uhr (abwechselnd) | Lauschangriff Hörkunstsendung              | Spannende Hörspiele, ergreifende Collagen, Alltägliches und Außergewöhnliches, Satire            |
| Montag 18 bis 19 Uhr (abwechselnd) | M19 langes Interview                       | Eine Stunde, ein Gast, viele Fragen                                                              |
| Dienstag 18 bis 19 Uhr             | Radio für Kopfhörer tagesaktuelles Magazin | Leipzigs Tag in einer Stunde – lokale Ereignisse aufgearbeitet und mit Hintergründen gespickt    |
| Mittwoch 18 bis 19 Uhr             | Tonleiter das Musikmagazin                 | Alles rund um die Musik – Rezensionen, Festivalberichte, Bandinterviews                          |
| Donnerstag 18 bis 19 Uhr           | Radio für Kopfhörer tagesaktuelles Magazin | Leipzigs Tag in einer Stunde – lokale Ereignisse aufgearbeitet und mit Hintergründen gespickt    |
| Freitag 18 bis 19 Uhr              | Kultstatus Radiofeuilleton                 | Kino, Theater, Kunst, Literatur... Kultur in Leipzig – stilvoll, intensiv und anders aufbereitet |
| Quelle:                            |                                            |                                                                                                  |

### Podcasts
mephisto 97.6 produziert fünf Podcasts, für die neue Episoden regelmäßig auf gängigen Podcast-Plattformen veröffentlicht werden.
| Titel          | Untertitel                            | Inhalt |
| -------------- | ------------------------------------- | --- |
| Leipzig Weekly | Die Woche im Rückblick                | Jeden Freitag erscheint ein kurzer Rückblick, was die Woche in Leipzig los war. |
| Gretchen       | Der Kulturpodcast von mephisto 97.6   | Podcast für kulturelle und gesellschaftliche Fragen rund um Leipzig und darüber hinaus. Gretchen schaut (alle zwei Wochen): 2 Hosts, zwei neu erschienene Kinofilme oder Serien, ein locker-flockiges Gespräch darüber Gretchen liest (monatlich): ein Buch, ein Thema, zwei Hosts quatschen über Literatur, den Betrieb oder interviewen Autor*innen sowie andere spannende Gäst*innen aus der Literaturwelt |
| Tonleiter      | Der Musikpodcast von mephisto 97.6    | Egal ob Hip-Hop, Pop oder Indie – jede Woche präsentiert die Musikredaktion von mephisto 97.6 ihre erlesensten Musiktipps. |
| Lauschangriff  | Der Hörkunstpodcast von mephisto 97.6 | Spannende Hörspiele, ergreifende Collagen, Alltägliches und Außergewöhnliches! Die Hörspiele aus der Radiosendung einzeln zum Anhören. |
| M19            | Das lange Interview                   | Die Extended-Version der Radiosendung: Ein Gast, viel Zeit und viele Fragen. |

## Struktur

### Redakteur
Die organisatorische Hierarchie bei mephisto 97.6 ist angelehnt an den Aufbau öffentlich-rechtlicher Sendeanstalten, im Gegensatz zu diesen aber durchlässiger. Es gilt der Grundsatz: Wer den Sender betritt, hat das Recht, sofort Beiträge zu machen, egal in welchem Ressort und bekommt als Neuling den Status Redakteur. Damit ist er ehrenamtlicher und freier Mitarbeiter.
Als Redakteur kann man bei mephisto 97.6 in folgenden Ressorts arbeiten:
- Tagesredaktion
- Kultstatus
- Musikredaktion
- PR-Ressort
- Online-Ressort
- Lauschangriff

In allen Ressorts kann eine Ausbildung zu einem Mitglied "vom Dienst" absolviert werden. 

### Redakteur vom Dienst (RvD)
Erfahrene Redakteure haben die Möglichkeit, eine Ausbildung zum RvD zu machen. Während dieser Ausbildungszeit sollen sie lernen, komplette Sendungen in Verantwortung zu tragen und selbst Redakteure anzuleiten. Im PR-Ressort heißt diese Rolle PvD (PR-Person vom Dienst) sowie OvD im Online-Ressort (Onliner vom Dienst). Als PvD darf man größere Veranstaltungen leitend organisieren und Pressemitteilungen herausgeben; als OvD obliegt einem die Abnahme von Online-Beiträgen und die Organisation des Contents auf Social Media. 

### Ressortleiter (RL)
Über den RvDs, die einzelne Sendungen betreuen, stehen die Ressortleiter, die für jeweils ein Semester im Amt sind. Zu ihren Aufgaben gehört es, Sitzungen innerhalb des Ressorts zu leiten, die Ausbildung von Redakteuren zu gewährleisten und zu organisieren sowie Personalmanagement zu betreiben.

### Chefredaktion (CR)
Inhaltliche Instanz ist die Chefredaktion, die ressortunabhängig arbeitet und für ein Jahr ihres Amtes waltet. Die Chefredakteure vernetzen den Sender als Gesamtes, bewahren einen inhaltlichen Überblick und klären entsprechende Probleme und Fragen, organisieren Seminare und Auswertungen und präsentieren den Sender nach außen. Zusätzlich gilt die Chefredaktion als entscheidende Instanz in Ausbildungs- und Personalfragen. Sie organisiert außerdem die Ressortleitendenkonferenz (RLK) und die Führungskräfteklausur (FKK) zu Beginn des Semesters.

### Programmdirektion (PD)
Vertreter im Sinne des Presserechts ist die Programmdirektion, welche aus Dozenten und Professoren besteht, die von der Universität Leipzig berufen und fest angestellt sind. Sie tragen die juristische Verantwortung und vertreten mephisto 97.6 gegenüber der Universitätsleitung sowie den Genehmigungs- und Aufsichtsbehörden. 

## Ausbildungswege

### Freie Mitarbeit
Die freie Mitarbeit ist die lockerste Form der Mitarbeit. Sie verfolgen kein konkretes Ausbildungsziel, können sich ihre Leistungen aber trotzdem bescheinigen lassen.

### Seminare
Regelmäßig können alle Mitglieder kostenlos der Redaktionen an Seminaren teilnehmen. Diese werden im Rotationsprinzip angeboten und meist von ehemaligen mephisto-Redakteur:innen geleitet, die heute als Journalist:innen bei verschiedenen Medienhäusern arbeiten. Seminare gibt es beispielsweise zum Thema Schneiden, Redigieren, Kulturjournalismus, Wahlberichterstattung sowie zu klassischen Genres wie Reportagen und Interviews.

### Akademie
Während der vorlesungsfreien Zeit wird die Sommer- beziehungsweise Winterakademie angeboten. Die Akademie ist eine sechswöchige Vollzeitausbildung, in der die Teilnehmer alle Ressorts nach einem fest vorgegebenen Plan durchlaufen. Der umfangreiche Praxisteil wird durch Seminare ergänzt, welche von Profis aus der Medienbranche geleitet werden. Die Teilnehmer der Akademie werden in einem öffentlichen Bewerbungsprozess ausgewählt.

### Wahlfach Crossmedia Journalismus
In den Seminaren und Übungen vermitteln Dozierende, Journalisten und Medienschaffende theoretisches Wissen, das in Hörfunk- und Online-Produktionen bei mephisto 97.6 praktisch umgesetzt wird. Das Wahlfach besteht aus drei Pflichtmodulen im Umfang von insgesamt 30 LP. Die Lehrveranstaltungen vermitteln theoretische und methodische Ansätze der medien- und kommunikationswissenschaftlichen Forschung und verknüpfen diese mit journalistischer Praxis. Über die berufspraktische Arbeit hinaus geht es im Wahlfach um die Weiterentwicklung journalistischer Formate, Praktiken und Prozesse, d. h. cross- und multimediale Inhalte, Podcasts und Social-Media-Formen. Seminare und praktischen Übungen gibt es mitunter zu den Grundlagen journalistischer Arbeitsweisen und Darstellungsformen, zum Redaktionsmanagement oder zur Entwicklung neuer Formate für Radio, Online und Video. Das Wahlfach koordiniert die Programmdirektion. 

### Schüler-Praktikum
Schüler der Sekundarstufe I können das von der Schule vorgesehene (meist zweiwöchige) Pflichtpraktikum bei mephisto 97.6 absolvieren. Innerhalb dieser Zeit haben sie die Chance, in ein bis zwei Ressorts journalistisch-redaktionell zu arbeiten und dabei Fähigkeiten wie Recherche, Interviewführung, Schreiben und Sprechen fürs Radio oder Audioschnitt zu erlernen und praktisch anzuwenden.